# Liste der Baudenkmäler in Rotthalmünster
Auf dieser Seite sind die Baudenkmäler in dem niederbayerischen Markt Rotthalmünster zusammengestellt. Diese Tabelle ist eine Teilliste der Liste der Baudenkmäler in Bayern. Grundlage ist die Bayerische Denkmalliste, die auf Basis des Bayerischen Denkmalschutzgesetzes vom 1. Oktober 1973 erstmals erstellt wurde und seither durch das Bayerische Landesamt für Denkmalpflege geführt wird. Die folgenden Angaben ersetzen nicht die rechtsverbindliche Auskunft der Denkmalschutzbehörde.

## Ensembles

### Ensemble Handwerkshäuser Am Goldberg

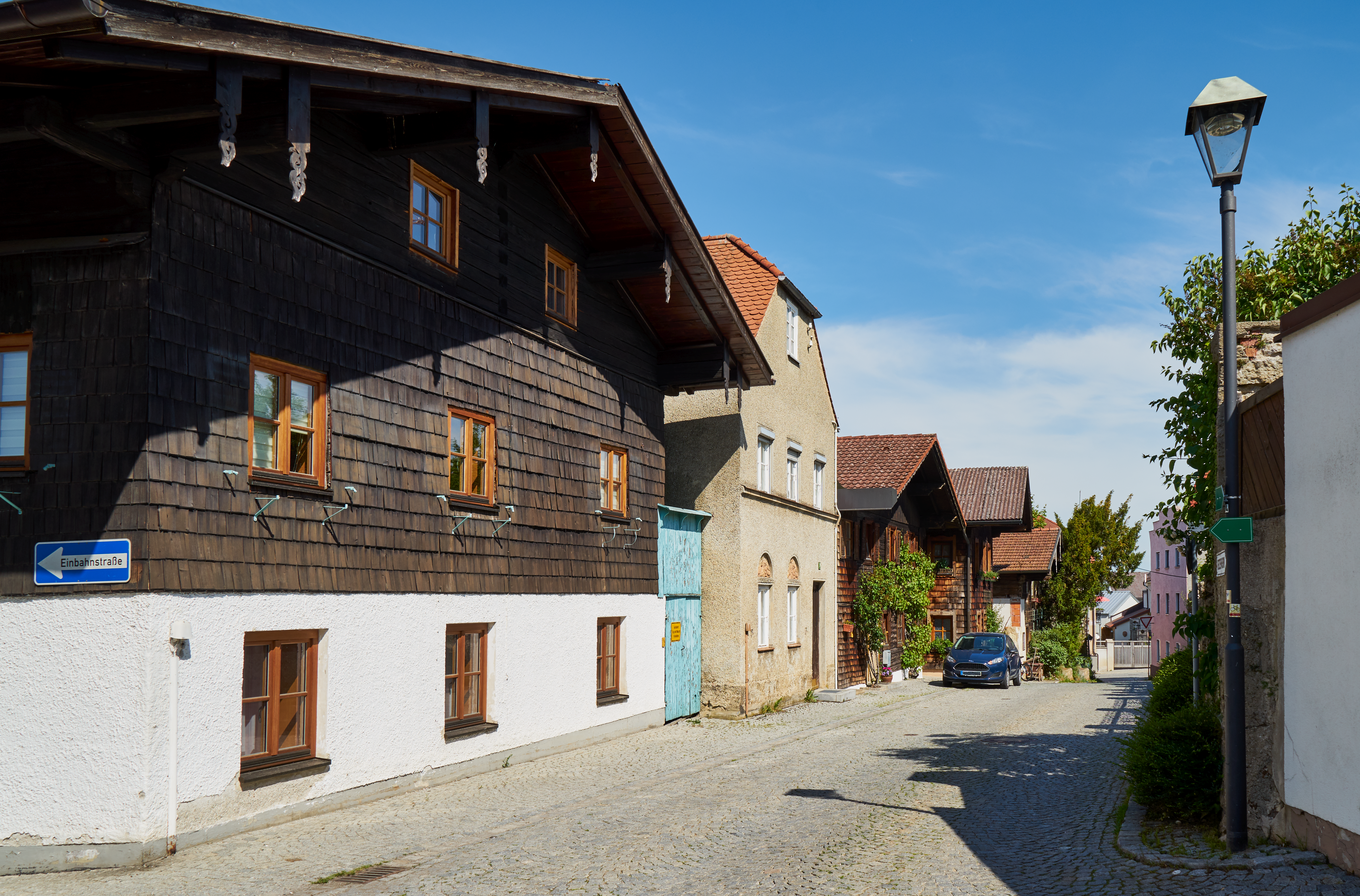
Am Goldberg

Zum Ensemble gehört eine dicht geschlossene Reihe von fünf kleinen, malerischen Handwerkerhäusern, am südlichen Ende des Marktes. Es handelt sich um Blockbauten mit Flachsatteldächern des 18. Jahrhunderts, dazwischen ein biedermeierlicher Putzbau mit Halbwalmdach. Als letzte erinnern diese Bauten an die ursprünglich in Rotthalmünster vorherrschende, in den zahlreichen Marktbränden des 18. und 19. Jahrhunderts verlorengegangene Bebauung.
Aktennummer: E-2-75-143-1

### Ensemble Marktplatz

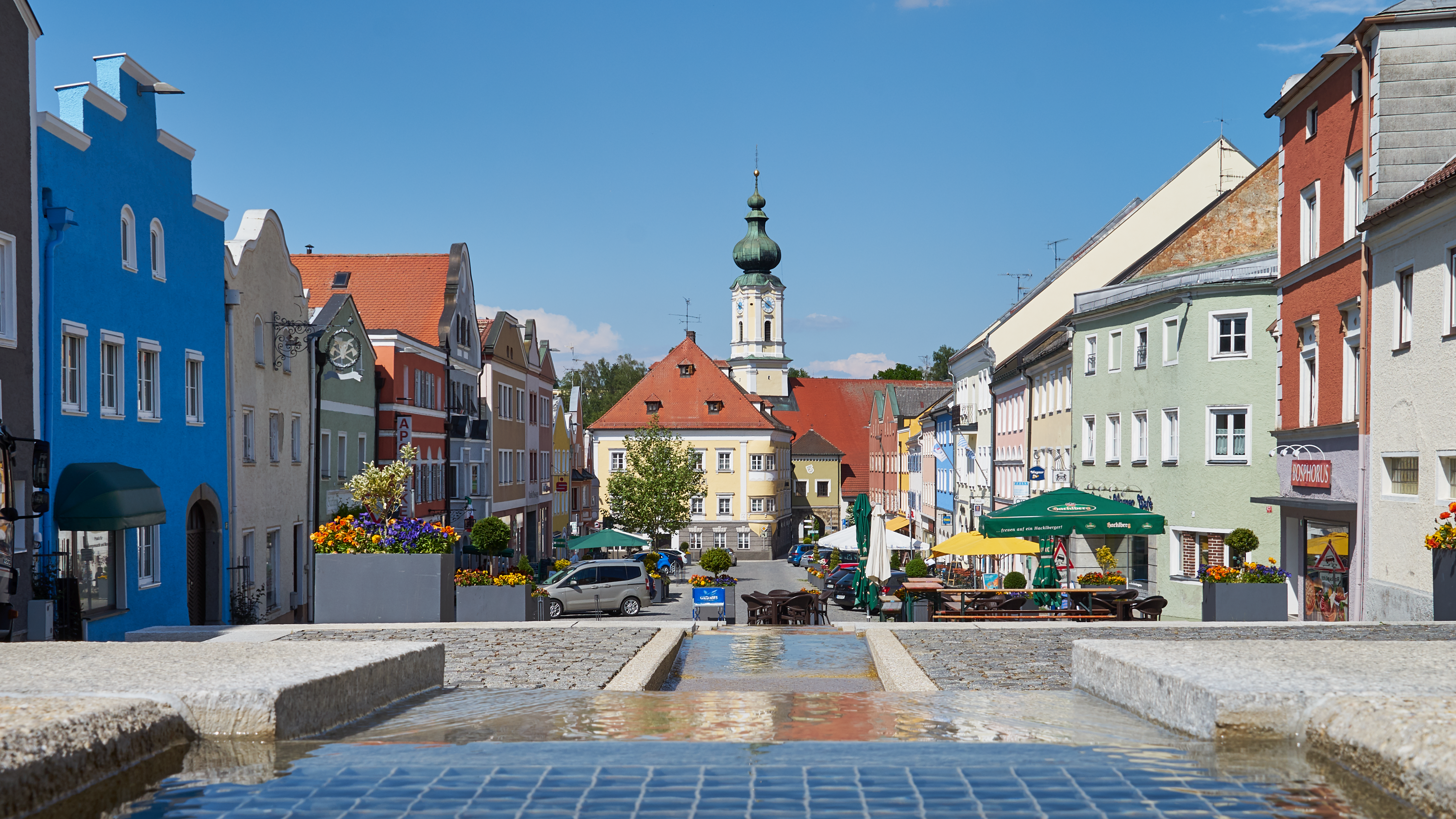
Ensemble Marktplatz

Zum Ensemble gehört der langgestreckte, leicht ansteigende Rechteckplatz und der Bereich um die Pfarrkirche im Nordosten des Platzes. Bei der Kirche dürfte der älteste Siedlungskern des Ortes liegen, sein Zentrum soll ein frühmittelalterliches Nonnenkloster gewesen sein. Südlich dieses Kerns, im rechten Winkel auf die alte Durchgangsstraße Passau-Griesbach bezogen, die seine Südseite tangiert, entstand im hohen Mittelalter die Marktsiedlung, deren Marktplatz in zwei Etappen regelmäßig ausgebaut wurde. Der Ort hatte sich zunächst im Besitz verschiedener niederbayerischer Grafenhäuser befunden, welche die Entfaltung zum Markt gefördert haben dürften, kam 1259 an die Wittelsbacher und erhielt durch diese Herzöge 1349 Marktrecht. Um 1452 entstand die spätgotische Marktkirche, der Nachfolger der frühmittelalterlichen Klosterkirche; Bauherrin war die Inhaberin des Patronats, die Abtei Aldersbach. Die Kirchenbefestigung, von der sich Teile auf der Südseite, vor allem das Torhaus, erhalten haben, wurde etwa gleichzeitig angelegt. In dem sonst unbefestigten Markt bot sie den Händlern und Handwerkern im Kriegsfall Schutz.
Der nach Süden leicht ansteigende Marktplatz ist geschlossen mit zwei- und dreigeschossigen verputzten Wohn- und Geschäftshäusern umbaut. Es handelt sich meist um Giebel-, auch um Schweifgiebelhäuser, viele davon breitgelagert und mit Vorschussmauern versehen. Sie entstammen überwiegend dem 18. und 19. Jahrhundert, die meisten aus der Zeit des Wiederaufbaus nach dem Ortsbrand 1858. Am Südende begrenzt das schlichte, aus der Bauflucht heraustretende Rathaus den Platz, am Nordostende, wo die alte Durchgangsstraße in gebrochener Führung den Platz quert, setzt der stattliche, im Äußeren barocke Walmdach-Eckbau des Herndlbräu einen eindrucksvollen Abschluss des Platzraumes, in dessen Bild aber auch der barocke Kirchturm und das Portalstöckl, das Torhaus der Kirchhofbefestigung, mitsprechen.
Aktennummer: E-2-75-143-2

## Baudenkmäler nach Ortsteilen

### Rotthalmünster
| Lage                                   | Objekt                                    | Beschreibung | Akten-Nr.      | Bild                    |
| -------------------------------------- | ----------------------------------------- | --- | -------------- | ----------------------- |
| Am Goldberg 2 (Standort)               | Wohnhaus                                  | Dreigeschossiger und giebelständiger, verschindelter Blockbau mit Flachsatteldach und Giebelmauer, 18. Jahrhundert | D-2-75-143-1   | weitere Bilder          |
| Am Goldberg 4 (Standort)               | Wohnhaus                                  | Ehemals Büchsenmacherhaus, zweigeschossiger und giebelständiger, teilweise verschindelter und versteinerter Blockbau mit vorschießendem Flachsatteldach, Mitte 18. Jahrhundert | D-2-75-143-2   | Wohnhaus                |
| Am Goldberg 8 (Standort)               | Wohnhaus                                  | Zweigeschossiger und giebelständiger, teilweise verschindelter Blockbau mit vorschießendem Flachsatteldach, 18. Jahrhundert | D-2-75-143-3   | Wohnhaus                |
| Am Goldberg 10 (Standort)              | Wohnhaus                                  | Zweigeschossiger und giebelständiger Schopfwalmdachbau mit Terrakotta-Reliefs an der Fassade, um 1830 | D-2-75-143-4   | Wohnhaus                |
| Bräugasse (Standort)                   | Zwei Gedenktafeln                         | Gedenktafel an die Stiftung des Krankenhauses durch König Ludwig I., Kalkstein, 1861; Stiftertafel für Friedrich Fischer, Kalkstein, bezeichnet 1891 Jahrhundert | D-2-75-143-123 | Zwei Gedenktafeln       |
| Griesbacher Straße 5 (Standort)        | Wohnhaus                                  | Dreieinhalbgeschossiger und giebelständiger, verputzter Blockbau mit vorschießendem Satteldach und Bändergliederung, Ende 19. Jahrhundert | D-2-75-143-6   | Wohnhaus                |
| Griesbacher Straße 6 (Standort)        | Gasthaus (ehemals)                        | Zweigeschossiger und giebelständiger Flachsatteldachbau, rückseitig im Obergeschoss offener Blockbau, 1612 (dendro.dat.), später in Teilen versteinert | D-2-75-143-7   | Gasthaus (ehemals)      |
| Griesbacher Straße 21 (Standort)       | Flachdachhaus                             | Zweieinhalbgeschossiger und gegliederter, teilweise verschalter Flachsatteldachbau mit Dachvorschuss, Fassadenstuck in der Art des Frührokokos und Giebelfachwerk, wohl 1. Drittel 19. Jahrhundert, aufgestockt Ende 19. Jahrhundert | D-2-75-143-8   | Flachdachhaus           |
| Griesbacher Straße 37, 39 (Standort)   | Wohnhaus                                  | Zweigeschossiger und giebelständiger Obergeschoss-Blockbau mit vorschießendem Flachsatteldach und Kniestock, Ende 18. Jahrhundert | D-2-75-143-10  | Wohnhaus                |
| Griesbacher Straße 83 (Standort)       | Doppelhaus                                | Rechte Doppelhaushälfte, zweigeschossiger und giebelständiger, verputzter Blockbau mit kleinen Fenstern und aufgesteiltem, halbem Satteldach, Anfang 19. Jahrhundert | D-2-75-143-11  | Doppelhaus              |
| Kirchplatz 1 (Standort)                | Katholische Pfarrkirche Mariä Himmelfahrt | dreischiffige Basilika mit eingezogenem Polygonalchor und Fassadenturm, um 1479–81 von Hans Wechselberger (bezeichnet), Turm im Kern romanisch, 1733 Turmumbau durch Johann Georg Hirschstetter, um 1900 Verlängerung der Seitenschiffe; mit Ausstattung | D-2-75-143-12  | weitere Bilder          |
| Kirchplatz 3, Marktplatz 39 (Standort) | Sogenanntes Portalstückl                  | Zweigeschossiger Torbau der Kirchenbefestigung, mit Pyramidendach und netzgewölbter Durchfahrt mit Sitznische, spätgotisch, 2. Hälfte 15. Jahrhundert, Dach und Fassade Mitte 19. Jahrhundert; nordwestlich überdachte Stiege und Rest der ehemaligen Wehrmauer | D-2-75-143-13  | weitere Bilder          |
| Kirchplatz 5 (Standort)                | Kriegskreuz                               | Hochkreuz in Form des Eisernen Kreuzes mit zahlreichen eingeschlagenen Nägeln, Holz, bezeichnet 1914 | D-2-75-143-127 | Kriegskreuz             |
| Kirchplatz 14 (Standort)               | Ehemalige Volksschule                     | Zweigeschossiger und traufständiger Satteldachbau mit übergiebeltem Eingang in neuromanischen Formen, Ende 19. Jahrhundert | D-2-75-143-15  | Ehemalige Volksschule   |
| Kirchplatz 21 (Standort)               | Wohnhaus                                  | Zweigeschossiger und giebelständiger Satteldachbau mit Schweifgiebel und Bändergliederung, im Kern 2. Hälfte 18. Jahrhundert | D-2-75-143-16  | Wohnhaus                |
| Kößlarner Straße 9 (Standort)          | Kleinbauernhaus                           | Zweigeschossiges und traufständiges Wohnstallhaus in Blockbauweise mit Satteldach,frühes 19. Jahrhundert, Dach später | D-2-75-143-18  | Kleinbauernhaus         |
| Marktplatz 2, 4 (Standort)             | Wohnhaus                                  | Doppelwohnhaus, zweigeschossiger und verschindelter Obergeschoss-Blockbau in Ecklage mit vorschießendem Flachsatteldach, Anfang 19. Jahrhundert; siehe auch Ensemble Am Goldberg. | D-2-75-143-19  | Wohnhaus                |
| Marktplatz 5 (Standort)                | Wohnhaus                                  | Lang gestreckter, zweigeschossiger und giebelständiger Halbwalmdachbau mit halbrundem Erkerturm, 1. Hälfte 19. Jahrhundert, Fassade Neurenaissance, Ende 19. Jahrhundert | D-2-75-143-20  | Wohnhaus                |
| Marktplatz 10 (Standort)               | Rathaus                                   | Dreigeschossiger Flachwalmdachbau mit Stichbogenfenstern, 1836 | D-2-75-143-21  | Rathaus                 |
| Marktplatz 14 (Standort)               | Wohnhaus                                  | Dreigeschossiger und traufständiger Satteldachbau mit Archivolten und Muscheldekor über den Fenstern, rückseitig Pultdachanbau, nach 1850 | D-2-75-143-23  | Wohnhaus                |
| Marktplatz 19 (Standort)               | Wohn- und Geschäftshaus                   | Zweigeschossiger und giebelständiger Satteldachbau mit Wellengiebel, wohl Mitte 18. Jahrhundert | D-2-75-143-24  | Wohn- und Geschäftshaus |
| Marktplatz 23 (Standort)               | Gasthaus                                  | Ehemals Gasthaus, jetzt Apotheke, zweigeschossiger und giebelständiger Satteldachbau mit Vorschussmauer und Putzgliederung, Rundbogenstil, 2. Viertel 19. Jahrhundert | D-2-75-143-25  | Gasthaus                |
| Marktplatz 25 (Standort)               | Wohn- und Geschäftshaus                   | Zweigeschossiger und giebelständiger Satteldachbau mit Schweifgiebel, rückseitigem Schopfwalm, Kastenerkern und Putzgliederungen, 1910–15 | D-2-75-143-26  | Wohn- und Geschäftshaus |
| Marktplatz 33, 35 (Standort)           | Wohnhaus                                  | Dreigeschossiger und traufständiger Sattel- und Pultdachbau mit Schweifgiebel und zwei Flacherkern, im Kern 18. Jahrhundert, die Fassade wohl Anfang 20. Jahrhundert | D-2-75-143-27  | Wohnhaus                |
| Marktplatz 36 (Standort)               | Ladenausleger                             | Ladenausleger an der Markt-Apotheke, Schmiedeeisen, neubarock, bezeichnet 1884 | D-2-75-143-28  | Ladenausleger           |
| Marktplatz 37 (Standort)               | Wohnhaus                                  | Zweigeschossiger und giebelständiger Satteldachbau in Ecklage, mit Schweifgiebel, Vorschussmauer, Erker und korbbogigen Öffnungen, 17./18. Jahrhundert, Oberteil erneuert | D-2-75-143-29  | Wohnhaus                |
| Marktplatz 38 (Standort)               | Rest einer Steingalerie                   | Im Hofe Rest einer Steingalerie, 17. Jahrhundert | D-2-75-143-30  | Rest einer Steingalerie |
| Marktplatz 39 (Standort)               | Gasthof Herndlbräu                        | stattlicher dreigeschossiger Walmdachbau in Ecklage, mit rundem Eckerker, reicher Pilaster- und Putzgliederung, Fassadenfigur des Heiligen Florian, im Kern 17. Jahrhundert, Fassade klassizistisch, 1820–30; Rückgebäude, dreigeschossiger und traufständiger Schopfwalmdachbau, um 1840 | D-2-75-143-31  | weitere Bilder          |
| Norbert-Steger-Straße 7 (Standort)     | Walmdachhaus                              | Zweigeschossiger und firstparalleler Walmdachbau mit Eingangsrisalit, Zwerchhäusern, Stuck- und Putzdekor im Jugendstil-Barock, um 1910 | D-2-75-143-32  | Walmdachhaus            |
| Norbert-Steger-Straße 9 (Standort)     | Wohnhaus                                  | Zweigeschossiger, firstparalleler und reich gegliederter Walmdachbau, mit Zwerchgiebeln, Eckerkern und Risaliten, Jugendstil-Barock, um 1910 | D-2-75-143-33  | Wohnhaus                |
| Passauer Straße 6 a, 6 b (Standort)    | Wohn- und Geschäftshaus                   | Dreigeschossiger und giebelständiger Bau mit drei parallelen Satteldächern, Schweifgiebeln und Kastenerker, um 1910 | D-2-75-143-34  | Wohn- und Geschäftshaus |
| Passauer Straße 14 (Standort)          | Wohnhaus                                  | Zweigeschossiger und firstparalleler Walmdachbau mit Freitreppe, Eingangsrisalit mit Treppengiebel, Klinker-Dekor und Fenstergittern, 1925–27 | D-2-75-143-35  | Wohnhaus                |
| Passauer Straße 18 (Standort)          | Pfarrhaus                                 | Zweigeschossiger und fristparalleler Walmdachbau, nach Brand 1734 erbaut | D-2-75-143-36  | Pfarrhaus               |
| Passauer Straße 20 (Standort)          | Ehemals Pfarrökonomie                     | Langgestreckter eingeschossiger Stadel mit Kniestock und Krüppelwalmdach, Kreuzkappengewölben, eingestelltem Troadkasten, geschnitzten und bemalten Balkenköpfen, Backstein, erste Hälfte 18. Jahrhundert, Aufzugsgiebel, Fenster und Zierformen um 1900 | D-2-75-143-36  | Ehemals Pfarrökonomie   |
| Passauer Straße 29 (Standort)          | Wallfahrtskirche                          | Katholische Wallfahrtskirche Mater Dolorosa, sogenannte Wieskapelle zum seligen End, polygonal schließende Saalkirche mit Rahmengliederungen und Giebeldachreiter mit Zwiebelhaube, nach Plänen von Thomas Wöger 1737–40 anstelle einer Holzkapelle von 1644, Dachreiter 1913, 1936 erweitert, 1920 als Kriegergedächtnisstätte eingerichtet; mit Ausstattung; Lourdeskapelle mit Ädikula-Fassade, letztes Viertel 19. Jahrhundert; Marienfigur auf Brunnenstein, Rotmarmor, bezeichnet 1661. | D-2-75-143-37  | weitere Bilder          |
| Schambacher Straße 11 (Standort)       | Friedhofskirche                           | Katholische Friedhofskirche Heilig Kreuz, Saalkirche mit eingezogenem Polygonalchor, Giebeldachreiter und rundbogigen Öffnungen, neuromanisch, 1844; mit Ausstattung; auf dem Friedhof Grabstätten des 19./20. Jahrhunderts; ehemaliger Tauf- oder Weihwasserstein mit gebuckeltem Rand, auf Balusterfuß, Granit, 16./17. Jahrhundert, Ansicht von Osten | D-2-75-143-38  | weitere Bilder          |
| Simbacher Straße 21 (Standort)         | Wohnhaus                                  | Typisches „Baumeister-Haus“, zweigeschossiger, gegliederter Satteldachbau mit Zwerchhaus, Schweifgiebel, Erkern, Treppenturm, überwölbtem Eingang und Balustrade, ländlicher Jugendstil, 1905–10 | D-2-75-143-40  | Wohnhaus                |
| Simbacher Straße 25 (Standort)         | Wohnhaus                                  | Zweigeschossiger Flachwalmdachbau mit Kniestock, Zwerchhaus, Mittelrisalit, Schmiedeeisenbalkon und Pilaster- und Putzgliederungen, spätklassizistisch, 1870–85 | D-2-75-143-41  | Wohnhaus                |
| Unterer Markt 1 (Standort)             | Wohnhaus                                  | Zweigeschossiger und traufständiger Flachsatteldachbau mit Kniestock, Zwerchhaus, Pilaster- und Putzgliederungen, neubarock, bezeichnet 1887 | D-2-75-143-42  | Wohnhaus                |
| Unterer Markt 8 (Standort)             | Wohnhaus                                  | Zweigeschossiger und giebelständiger, verschalter Blockbau mit vorschießendem Flachsatteldach, 1. Drittel 19. Jahrhundert | D-2-75-143-44  | Wohnhaus                |

### Allertsöd
| Lage                   | Objekt                     | Beschreibung                                              | Akten-Nr.     | Bild |
| ---------------------- | -------------------------- | --------------------------------------------------------- | ------------- | ---- |
| Allertsöd 1 (Standort) | Wohnhaus des Vierseithofes | Wohnhaus des Vierseithofes, Blockbau, 18./19. Jahrhundert | D-2-75-143-45 | BW   |

### Andriching
| Lage                       | Objekt     | Beschreibung | Akten-Nr.     | Bild           |
| -------------------------- | ---------- | --- | ------------- | -------------- |
| Nähe Andriching (Standort) | Wegkapelle | Giebelständiger und polygonal schließender Satteldachbau mit Dreiecksgiebel und Putzgliederungen, neugotisch, Mitte 19. Jahrhundert; mit Ausstattung | D-2-75-143-46 | weitere Bilder |

### Asbach
| Lage                                      | Objekt                                                  | Beschreibung | Akten-Nr.      | Bild                         |
| ----------------------------------------- | ------------------------------------------------------- | --- | -------------- | ---------------------------- |
| Hauptstraße 23 (Standort)                 | Wohnhaus                                                | Zweigeschossiger und traufständiger, verschalter und teilweise versteinerter Blockbau mit Satteldach und Kniestock, 18./19. Jahrhundert | D-2-75-143-48  | Wohnhaus                     |
| Hauptstraße 26 (Standort)                 | Einfirsthof                                             | Verputzter Blockbau, mit kleinen Fenstern, im Kern 1. Drittel 19. Jahrhundert | D-2-75-143-49  | Einfirsthof                  |
| Hauptstraße 27 (Standort)                 | Bauernhaus                                              | Ehemals Mittertennbau, zweigeschossiger und traufständiger, brettverschindelter Blockbau mit vorschießendem Flachsatteldach und Traufschrot, 2. Hälfte 18. Jahrhundert, 1848 angeblich versetzt, Westseite erneuert | D-2-75-143-50  | Bauernhaus                   |
| Hauptstraße 33 (Standort)                 | Einfirsthof                                             | Zweigeschossiger und giebelständiger Frackdachbau mit Dachvorschuss, korbbogiger Toreinfahrt und stichbogigen Fenstern, um 1840 | D-2-75-143-52  | Einfirsthof                  |
| Hauptstraße 35 (Standort)                 | Kleinhaus                                               | Zweigeschossiger und giebelständiger, teilweise verschalter Blockbau mit vorschießendem Satteldach und Giebelschrot, im Kern 1. Hälfte 18. Jahrhundert | D-2-75-143-53  | Kleinhaus                    |
| Hauptstraße 46, 48, 50, 52, 54 (Standort) | Ehemalige Benediktinerabtei                             | Ehemaliges Benediktinerkloster, gegründet um 1090, vor 1125 Bamberger Eigenkloster, nach Zerstörungen im Dreißigjährigen Krieg um 1670–80 Wiederaufbau durch Domenico Cristoforo Zuccalli, 1803 säkularisiert, in den Klostergebäuden seit 1984 Zweigmuseum des Bayerischen Nationalmuseums. Klostergebäude um zwei Höfe südlich der Kirche, zweigeschossige Satteldachbauten mit Durch- und Einfahrten, um 1670–80 von Domenico Cristoforo Zuccalli, Stuckfassaden 1730–40: östlicher Hof mit Resten des Kreuzgangs, ehemaliger Kapitelsaal, Refektorium und der Sakristei im Ostflügel; nach Osten ausspringender Hinterer Konventstock, ehemaliges Dormitorium mit Pilaster- und Putzgliederungen; nach Osten anschließend sogenanntes Waldeckhaus, zweigeschossiger und firstparalleler Walmdachbau mit Putzgliederungen, klassizistisch, Anfang 19. Jahrhundert; Reste der zugehörigen Gartenmauer. Südwestlicher Innenhof: auf der Nordseite Prälatenstock, jetzt Pfarrhof, zweigeschossiger Walmdachbau mit Pilastergliederungen und Eingangstreppe in der Durchfahrt; Gästestock mit Repräsentationsräumen im West- und Südflügel, Toreinfahrt mit Pilastergliederungen, Südflügel hofseitig mit zugesetzten Erdgeschossarkaden; ehemalige Brauerei als südliche Fortsetzung des schmaleren Westflügels, zweigeschossiger und traufständiger Satteldachbau mit überwölbter Hofeinfahrt und Putzgliederungen, 1709–10. | D-2-75-143-54  | weitere Bilder               |
| Hauptstraße 56 (Standort)                 | Ehemalige Kloster- und jetzige Pfarrkirche St. Matthäus | Saalkirche mit eingezogenem, halbrund schließendem Chor, Chorflankenturm und Quadersockel, Westfassade mit Portalvorbau und kolossaler Pilastergliederung, Tuffstein, Neubau seit 1771 wohl nach Plänen von Francois Cuvillies d. J., Fassade bezeichnet mit „1780“, Weihe 1787, seit 1806 Pfarrkirche; mit Ausstattung. Friedhofsmauern, die westliche mit Wandnischen, 17.-19. Jh.; Friedhofskreuz im Drei-Nagel-Typus, Gusseisen, um 1900. | D-2-75-143-54  | weitere Bilder               |
| Kapellenstraße (Standort)                 | Kapelle                                                 | Traufständiger und halbrund schließender Satteldachbau mit Rahmengliederungen und Giebelrahmung, 2. Hälfte 19. Jahrhundert | D-2-75-143-128 | Kapelle                      |
| Ringstraße 11, 13 (Standort)              | Bauernhaus (Doppelhaus)                                 | Ehemaliges Bauernhaus, Mittertennbau, zweigeschossiger und giebelständiger Blockbau mit vorschießendem Flachsatteldach, wohl noch 17. Jahrhundert. (Dach nach Brandschaden erneuert) | D-2-75-143-56  | Bauernhaus (Doppelhaus)      |
| Ringstraße 14 (Standort)                  | Kleinhaus                                               | Ehemals Wohnstallhaus, eingeschossiger und giebelgeteilter Blockbau mit vorschießendem Flachsatteldach und Giebelschrot, im Kern Mitte 18. Jahrhundert, Stallteil erneuert | D-2-75-143-57  | Kleinhaus                    |
| Ringstraße 35 (Standort)                  | Bauernhaus                                              | Zweigeschossiger und giebelständiger,verschindelter und verschalter Blockbau mit vorschießendem Satteldach, Kniestock und Giebelschrot, rückseitig versteinert, im Kern 1. Drittel 19. Jahrhundert | D-2-75-143-58  | Bauernhaus                   |
| Unterm Berg 15 (Standort)                 | Wohnhaus eines Vierseithofes                            | Zweigeschossiger, teilweise verschalter und im Erdgeschoss versteinerter Blockbau mit vorschießendem Flachsatteldach mit Kniestock, Giebelbalkon und Veranda, 1. Drittel 19. Jahrhundert | D-2-75-143-59  | Wohnhaus eines Vierseithofes |

### Berating
| Lage                       | Objekt                     | Beschreibung | Akten-Nr.     | Bild                       |
| -------------------------- | -------------------------- | --- | ------------- | -------------------------- |
| Berating 1 (Standort)      | Wohnhaus des Vierseithofes | Zweigeschossiger und giebelständiger, verschindelter Blockbau, im Erdgeschoss teilweise versteinert, mit vorschießendem Flachsatteldach, um 1840/50                                            | D-2-75-143-60 | Wohnhaus des Vierseithofes |
| Beratinger Feld (Standort) | Wegkapelle                 | Giebelständiges und polygonales Satteldachgehäuse mit Stufengiebel, Kreuzrippenwölbung, spitzbogigen Öffnungen und Rahmengliederungen, neugotisch, 3. Viertel 19. Jahrhundert; mit Ausstattung | D-2-75-143-61 | Wegkapelle                 |

### Buch
| Lage              | Objekt                                  | Beschreibung | Akten-Nr.     | Bild                                    |
| ----------------- | --------------------------------------- | --- | ------------- | --------------------------------------- |
| Buch 3 (Standort) | Rottaler Bauernhaus eines Vierseithofes | Zweigeschossiger und verschindelter Blockbau mit vorschießendem Flachsatteldach und reich geschnitztem Giebelschrot, 2. Hälfte 18. Jahrhundert | D-2-75-143-62 | Rottaler Bauernhaus eines Vierseithofes |

### Denk
| Lage                 | Objekt     | Beschreibung | Akten-Nr.     | Bild       |
| -------------------- | ---------- | --- | ------------- | ---------- |
| Nähe Denk (Standort) | Wegkapelle | Feldkapelle, rechteckiger Satteldachbau mit Rahmengliederungen, Giebeldachreiter und rundbogigen Öffnungen, wohl Anfang 19. Jahrhundert; mit Ausstattung. | D-2-75-143-63 | Wegkapelle |

### Dobl
| Lage                   | Objekt                                             | Beschreibung                                                                                  | Akten-Nr.     | Bild                                               |
| ---------------------- | -------------------------------------------------- | --------------------------------------------------------------------------------------------- | ------------- | -------------------------------------------------- |
| Dobl 12, 14 (Standort) | Ehemaliger Kasten des abgegangenen Weiherschlosses | Zweigeschossiger und giebelständiger Steildachbau mit Eckstrebepfeilern, im Kern spätgotisch. | D-2-75-143-64 | Ehemaliger Kasten des abgegangenen Weiherschlosses |

### Frauenöd
| Lage                | Objekt            | Beschreibung                                                                | Akten-Nr.     | Bild              |
| ------------------- | ----------------- | --------------------------------------------------------------------------- | ------------- | ----------------- |
| Hochfeld (Standort) | Kapellenbildstock | Satteldachgehäuse mit rundbogiger Nische und Giebelgesims, 19. Jahrhundert. | D-2-75-143-66 | Kapellenbildstock |

### Gimpl auf der Stadlöd
| Lage                               | Objekt                                  | Beschreibung | Akten-Nr.     | Bild       |
| ---------------------------------- | --------------------------------------- | --- | ------------- | ---------- |
| Gimpl auf der Stadlöd 1 (Standort) | Rottaler Bauernhaus eines Vierseithofes | Rottaler Bauernhaus eines Vierseithofes, Blockbau, mit Flachdach und Giebelschroten, bezeichnet 1765; Nordflügel (Stall) mit Schrot, Mitte 19. Jahrhundert | D-2-75-143-67 | BW         |
| Gimpl auf der Stadlöd 1 (Standort) | Hofkapelle                              | Rechteckiger Satteldachbau mit Rundbogenöffnung, vor Mitte 19. Jahrhundert                                                                                 | D-2-75-143-67 | Hofkapelle |

### Holzhäuser
| Lage                    | Objekt                     | Beschreibung | Akten-Nr.     | Bild                       |
| ----------------------- | -------------------------- | --- | ------------- | -------------------------- |
| Holzhäuser 2 (Standort) | Wohnhaus des Dreiseithofes | Mitterstallhaus eines Dreiseithofes, zweigeschossiger und giebelständiger, teilweise verschindelter Blockbau mit vorschießendem und aufgesteiltem Satteldach, Kniestock und Traufschrot, 1. Drittel 19. Jahrhundert | D-2-75-143-69 | Wohnhaus des Dreiseithofes |
| Holzhäuser 2 (Standort) | Hofkapelle                 | Giebelständiger und polygonal schließender Satteldachbau mit Giebeldachreiter, 1. Hälfte 19. Jahrhundert; mit Ausstattung.                                                                                          | D-2-75-143-69 | Hofkapelle                 |
| Holzhäuser 9 (Standort) | Einfirsthof                | Einfirsthof, verschindelter Blockbau, 1. Hälfte 19. Jahrhundert | D-2-75-143-70 | Einfirsthof                |

### Karpfham
| Lage                                                 | Objekt  | Beschreibung | Akten-Nr.      | Bild           |
| ---------------------------------------------------- | ------- | --- | -------------- | -------------- |
| Karpfham Bahnhof 6; Nähe Karpfham Bahnhof (Standort) | Bahnhof | Bahnhof; Stationsgebäude, zweigeschossiger Satteldachbau, Sichtmauerwerk, Westseite über Bretterschalung Schieferverkleidung, zu den Geleisen freitragendes Vordach; Güterhalle leicht verändert; kleines Nebengebäude; an der Strecke Mühldorf am Inn–Pocking (–Passau) von 1879 . | D-2-75-143-120 | weitere Bilder |

### Kühbach
| Lage                 | Objekt      | Beschreibung | Akten-Nr.     | Bild        |
| -------------------- | ----------- | --- | ------------- | ----------- |
| Kühbach 5 (Standort) | Westflügel  | Zugehöriger langer Westflügel mit hofseitigem Andreaskreuz-Bundwerk und Traufschrot, nach 1840.                                                                      | D-2-75-143-74 | BW          |
| Kühbach 6 (Standort) | Traidkasten | Zugehöriger freistehender Traidkasten mit Remise, traufständiger und aufgeständerter Obergeschoss-Blockbau mit vorschießendem Satteldach, 1. Hälfte 19. Jahrhundert. | D-2-75-143-75 | Traidkasten |

### Lageln
| Lage                | Objekt     | Beschreibung                                    | Akten-Nr.     | Bild |
| ------------------- | ---------- | ----------------------------------------------- | ------------- | ---- |
| Lageln 2 (Standort) | Bauernhaus | Bauernhaus, Blockbau, 1. Hälfte 19. Jahrhundert | D-2-75-143-77 | BW   |

### Linding
| Lage                | Objekt   | Beschreibung                                               | Akten-Nr.     | Bild     |
| ------------------- | -------- | ---------------------------------------------------------- | ------------- | -------- |
| Flur Ort (Standort) | Wegkreuz | Arma–Christi–Kreuz in Blechschnittechnik, bezeichnet 1929. | D-2-75-143-78 | Wegkreuz |

### Maierhof
| Lage                  | Objekt      | Beschreibung | Akten-Nr.     | Bild        |
| --------------------- | ----------- | --- | ------------- | ----------- |
| Maierhof 1 (Standort) | Dorfkapelle | Dorf- und Wegkapelle, giebelständiger Satteldachbau mit eingezogener Apsis, Putzgliederungen, Glockendachreiter und Giebelrelief, klassizistisch, um 1830; mit Ausstattung. | D-2-75-143-79 | Dorfkapelle |

### Mailham
| Lage                 | Objekt      | Beschreibung | Akten-Nr.     | Bild        |
| -------------------- | ----------- | --- | ------------- | ----------- |
| Mailham 1 (Standort) | Einfirsthof | Einfirsthof, Mittertennbau, Wohnteil zweigeschossiger, teilweise verschindelter und versteinerter Blockbau mit vorschießendem Flachsatteldach, Mitte 19. Jahrhundert | D-2-75-143-80 | Einfirsthof |

### Naglmühle
| Lage                   | Objekt      | Beschreibung | Akten-Nr.     | Bild        |
| ---------------------- | ----------- | --- | ------------- | ----------- |
| Naglmühle 2 (Standort) | Einfirsthof | Einfirsthof, zweigeschossiger und traufständiger Blockbau mit massivem Stallteil, vorschießendem Satteldach und Traufbalkon, Mitte 19. Jahrhundert | D-2-75-143-81 | Einfirsthof |

### Pattenham
| Lage                        | Objekt                                        | Beschreibung | Akten-Nr.     | Bild                                          |
| --------------------------- | --------------------------------------------- | --- | ------------- | --------------------------------------------- |
| Pattenham 6 (Standort)      | Zugehöriger Traidkasten                       | Ehemals geständert, Obergeschoss mit Blockbauteil, verschaltem Ständerbau, vorschießendem Flachsatteldach und Traufschrot, 1. Drittel 19. Jahrhundert | D-2-75-143-82 | Zugehöriger Traidkasten                       |
| Pattenham 8 (Standort)      | Nebengebäude eines Vierseithofes              | Stallstadel mit Heuboden, Obergeschoss-Blockbau mit Andreaskreuz–Bundwerk, vorschießendem Flachsatteldach, Traufschrot und korbbogigen Öffnungen, 1. Drittel 19. Jahrhundert; Remise mit Traidkasten, Obergeschoss–Blockbau mit vorschießendem Satteldach und Traufschrot,19. Jahrhundert | D-2-75-143-83 | Nebengebäude eines Vierseithofes              |
| Pattenham 9 (Standort)      | Bauernhaus                                    | Zweigeschossiger und traufständiger, verschindelter und teilweise versteinerter Blockbau mit vorschießendem Flachsatteldach, Kniestock und Traufbalkon, 1. Viertel 19. Jahrhundert | D-2-75-143-84 | Bauernhaus                                    |
| Pattenham 10 (Standort)     | Einfirsthof                                   | Zweigeschossiger und giebelständiger Obergeschoss–Blockbau mit vorschießendem Satteldach und verschaltem Giebel, 1. Hälfte 19. Jahrhundert | D-2-75-143-85 | Einfirsthof                                   |
| Pattenham 14 (Standort)     | Remise mit Traidkasten                        | Zweigeschossiger und geständerter Obergeschoss–Blockbau mit vorschießendem Flachsatteldach und Traufschrot, um 1804 | D-2-75-143-86 | Remise mit Traidkasten                        |
| Pattenham 19, 21 (Standort) | Doppelwohnhaus eines ehemaligen Vierseithofes | Zweigeschossiger und traufständiger, verschalter Obergeschoss–Blockbau mit vorschießendem Flachsatteldach und hofseitigem Giebelschrot, 1840/50 | D-2-75-143-87 | Doppelwohnhaus eines ehemaligen Vierseithofes |
| Pattenham 31 (Standort)     | Kleinbauernhaus                               | Mittertennhaus, Wohnteil zweigeschossiger und traufständiger verschindelter Blockbau mit vorschießendem Satteldach, im Kern 1. Drittel 19. Jahrhundert | D-2-75-143-88 | Kleinbauernhaus                               |
| Pattenham 37 (Standort)     | Rottaler Bauernhaus eines Vierseithofes       | Zweigeschossiger und giebelständiger, teilweise verkleideter Obergeschoss–Blockbau mit vorschießendem Flachsatteldach und umlaufendem Schrot, bezeichnet 1807 | D-2-75-143-89 | Rottaler Bauernhaus eines Vierseithofes       |

### Priel
| Lage                | Objekt                       | Beschreibung | Akten-Nr.     | Bild                         |
| ------------------- | ---------------------------- | --- | ------------- | ---------------------------- |
| Priel 19 (Standort) | Wohnhaus des Kleinbauernhofs | Zweigeschossiger und traufständiger Obergeschoss–Blockbau mit Giebelschrot, Mitte 19. Jahrhundert; Westflügel mit Stall und Traidkasten, Ziegelbau mit verschaltem Ständerbau–Obergeschoss, vorschießendem Satteldach und Traufschrot, um 1910 | D-2-75-143-90 | Wohnhaus des Kleinbauernhofs |

### Reutern
| Lage                 | Objekt                     | Beschreibung | Akten-Nr.     | Bild                       |
| -------------------- | -------------------------- | --- | ------------- | -------------------------- |
| Reutern 2 (Standort) | Wohnhaus des Vierseithofes | Zweigeschossiger und traufständiger, teilweise versteinerter Obergeschoss-Blockbau mit vorschießendem Flachsatteldach, 1. Hälfte 19. Jahrhundert | D-2-75-143-92 | Wohnhaus des Vierseithofes |

### Rottfelling
| Lage                     | Objekt                     | Beschreibung | Akten-Nr.     | Bild                       |
| ------------------------ | -------------------------- | --- | ------------- | -------------------------- |
| Rottfelling 1 (Standort) | Wohnhaus des Vierseithofes | Wohnhaus eines Vierseithofes, zweigeschossiger und verschindelter Blockbau mit vorschießendem Flachsatteldach und Kniestock, 1. Hälfte 19. Jahrhundert | D-2-75-143-93 | Wohnhaus des Vierseithofes |

### Rucking
| Lage                 | Objekt     | Beschreibung | Akten-Nr.     | Bild       |
| -------------------- | ---------- | --- | ------------- | ---------- |
| Rucking 4 (Standort) | Bauernhaus | zweigeschossiger und giebelständiger, verschindelter Blockbau mit vorschießendem Flachsatteldach und Traufschrot, Anfang 19. Jahrhundert | D-2-75-143-94 | Bauernhaus |
| Rucking 7 (Standort) | Bauernhaus | Zweigeschossiger und traufständiger Obergeschoss–Blockbau mit vorschießendem Flachsatteldach und Kniestock, Ende 18. Jahrhundert         | D-2-75-143-95 | Bauernhaus |

### Schalkham
| Lage                   | Objekt                              | Beschreibung | Akten-Nr.     | Bild                                |
| ---------------------- | ----------------------------------- | --- | ------------- | ----------------------------------- |
| Schalkham 5 (Standort) | Zugehöriger stattlicher Stallstadel | Stallstadel mit Satteldach, äußerer Bundwerkzone, Durchfahrtstenne und Schwellkranz, verbretterter Ständerbau, teilweise massiv in Backstein, nach Nordwesten Erweiterung durch massiven Stallflügel mit Halbwalm, Anfang 19. Jahrhundert, Ende 19. Jahrhundert erweitert. | D-2-75-143-96 | Zugehöriger stattlicher Stallstadel |
| Schalkham 7 (Standort) | Wohnhaus des Vierseithofes          | Zweigeschossiger, teilweise verschalter Obergeschoss-Blockbau mit vorschießendem Satteldach, Kniestock und Traufschrot, 1. Hälfte 19. Jahrhundert | D-2-75-143-97 | Wohnhaus des Vierseithofes          |

### Schneepoint
| Lage                     | Objekt                     | Beschreibung                                                                   | Akten-Nr.     | Bild |
| ------------------------ | -------------------------- | ------------------------------------------------------------------------------ | ------------- | ---- |
| Schneepoint 1 (Standort) | Wohnhaus des Vierseithofes | Wohnhaus des Vierseithofes, Blockbau mit Flachdach, 1. Viertel 19. Jahrhundert | D-2-75-143-98 | BW   |

### Urberbauer
| Lage                    | Objekt                       | Beschreibung | Akten-Nr.     | Bild                         |
| ----------------------- | ---------------------------- | --- | ------------- | ---------------------------- |
| Urberbauer 1 (Standort) | Wohnhaus eines Vierseithofes | Später Rottaler Typ, zweigeschossiger und giebelständiger Blockbau mit vorschießendem Flachsatteldach und Giebelschroten, bezeichnet 1857 | D-2-75-143-99 | Wohnhaus eines Vierseithofes |

### Volkertsham
| Lage                      | Objekt                            | Beschreibung | Akten-Nr.      | Bild                              |
| ------------------------- | --------------------------------- | --- | -------------- | --------------------------------- |
| In Volkertsham (Standort) | Wohnstallhaus eines Vierseithofes | Zweigeschossiger, teilweise verschalter Blockbau, Stallteil in Backstein, mit vorschießendem Satteldach und alten Fenstern, 1. Drittel 19. Jahrhundert | D-2-75-143-100 | Wohnstallhaus eines Vierseithofes |

### Wangham
| Lage                 | Objekt                              | Beschreibung                                                                                     | Akten-Nr.      | Bild                                |
| -------------------- | ----------------------------------- | ------------------------------------------------------------------------------------------------ | -------------- | ----------------------------------- |
| Wangham 6 (Standort) | Wohnhaus (Altbau) des Vierseithofes | Zweigeschossiger und traufständiger Blockbau mit vorschießendem Satteldach, Ende 18. Jahrhundert | D-2-75-143-101 | Wohnhaus (Altbau) des Vierseithofes |

### Weger
| Lage               | Objekt                     | Beschreibung                                                          | Akten-Nr.      | Bild |
| ------------------ | -------------------------- | --------------------------------------------------------------------- | -------------- | ---- |
| Weger 1 (Standort) | Wohnhaus des Vierseithofes | Wohnhaus des Vierseithofes, verschalter Blockbau, 18./19. Jahrhundert | D-2-75-143-102 | BW   |

### Weiheröd
| Lage                  | Objekt     | Beschreibung | Akten-Nr.      | Bild       |
| --------------------- | ---------- | --- | -------------- | ---------- |
| Weiheröd 1 (Standort) | Wegkapelle | Giebelständiger und polygonal schließender Satteldachbau mit offenem Gehäuse und rundbogigen Öffnungen, 1. Hälfte 19. Jahrhundert; mit Ausstattung | D-2-75-143-104 | Wegkapelle |

### Weihmörting
| Lage                          | Objekt                             | Beschreibung | Akten-Nr.      | Bild              |
| ----------------------------- | ---------------------------------- | --- | -------------- | ----------------- |
| Asbacher Straße 10 (Standort) | Hakenhof                           | Wohnteil zweigeschossiger Obergeschoss-Blockbau mit vorschießendem Flachsatteldach, 18./19. Jahrhundert, Erdgeschoss massiv erneuert; drei Steintröge beim Haus, bezeichnet 1848 | D-2-75-143-72  | Hakenhof          |
| Bachstraße 2 (Standort)       | Pfarrhof                           | Vierseithof–Anlage, um 1840; Pfarrhaus, zweigeschossiger Walmdachbau mit Gesimsgliederungen, klassizistisch, 1840, im Kern 1521 (bezeichnet); Westflügel, Stall und Remise mit Traidkasten, Obergeschoss–Blockbau mit vorschießendem Satteldach und Traufschrot; Hoftor mit rundbogiger Einfahrt, Fußgängerpforte, Putzgliederungen und Sonnentor; Nordflügel, Stadel mit Heuboden, teilweise verschalter Ständerbau mit abgeschlepptem Satteldach; Ostflügel, zweitenniger Stadel mit Satteldach, Blockbauteil und Traufschrot | D-2-75-143-105 | Pfarrhof          |
| Dorfplatz 2 (Standort)        | Gasthaus                           | Stattlicher zweigeschossiger und giebelständiger, nordseitig versteinerter Blockbau mit vorschießendem Flachsatteldach und profilierten Kopfbügen, 2. Hälfte 18. Jahrhundert, erhöht Mitte 19. Jahrhundert | D-2-75-143-107 | Gasthaus          |
| Dorfplatz 4 (Standort)        | Katholische Pfarrkirche St. Martin | Dreischiffige Basilika, ursprünglich Saalkirche, mit eingezogenem Polygonalchor, Chorflankenturm und Vorzeichen, 15. Jahrhundert, im Kern älter, 1852 Verlängerung und Bau der Seitenschiffe, 1861 Turmerhöhung | D-2-75-143-108 | weitere Bilder    |
| Dorfstraße 2 (Standort)       | Kleinhaus                          | Zweigeschossiger und traufständiger, teilverputzter Blockbau mit Traufschrot, 1. Drittel 19. Jahrhundert | D-2-75-143-109 | Kleinhaus         |
| Dorfstraße 12 (Standort)      | Wohnhaus Hakenhof                  | Wohnteil zweigeschossiger und giebelständiger Blockbau mit vorschießendem Flachsatteldach und Giebelbalkon, 2. Viertel 19. Jahrhundert | D-2-75-143-110 | Wohnhaus Hakenhof |
| Woppinger Straße 2 (Standort) | Wohnhaus                           | Zweigeschossiger Walmdachbau mit Kniestock, Mittelrisalit, Zwerchgaube, Lisenengliederung und Altane auf Säulen mit Schmiedeeisengitter, um 1875/90 | D-2-75-143-112 | Wohnhaus          |
| Zum Radler 3 (Standort)       | Mühle                              | Um 1860–75; Haupthaus, stattlicher dreigeschossiger und firstparalleler Walmdachbau mit Putzrustika und Gesimsgliederungen, Eisenbalkon und stichbogigen Öffnungen; großes Hoftor mit Pforte, Halbsäulen und Putzgliederungen; ehem. Mühlengebäude, zweigeschossiger und giebelständiger Schopfwalmdachbau mit Eckpilastern und Putzgliederungen | D-2-75-143-106 | Mühle             |

### Weinberg
| Lage                  | Objekt      | Beschreibung | Akten-Nr.      | Bild        |
| --------------------- | ----------- | --- | -------------- | ----------- |
| Weinberg 1 (Standort) | Einfirsthof | Zweigeschossiger und giebelständiger, teilweise versteinerter Blockbau mit vorschießendem Flachsatteldach und zwei Giebelschroten, bezeichnet 1827 | D-2-75-143-113 | Einfirsthof |

### Wiesberg
| Lage                  | Objekt                     | Beschreibung | Akten-Nr.      | Bild                       |
| --------------------- | -------------------------- | --- | -------------- | -------------------------- |
| Wiesberg 1 (Standort) | Wohnhaus des Vierseithofes | Zweigeschossiger, verschindelter Blockbau mit vorschießendem Flachsatteldach, Kniestock und Traufschrot, 1. Drittel 19. Jahrhundert | D-2-75-143-115 | Wohnhaus des Vierseithofes |

### Wimmeröd
| Lage                       | Objekt     | Beschreibung | Akten-Nr.     | Bild       |
| -------------------------- | ---------- | --- | ------------- | ---------- |
| Nähe Gottschall (Standort) | Wegkapelle | Wegkapelle Maria-Hilf, rechteckiger Satteldachbau mit korbbogiger Öffnung und Rahmengliederungen, bezeichnet 1881. | D-2-75-132-43 | Wegkapelle |

### Wurmstorf
| Lage                   | Objekt                     | Beschreibung | Akten-Nr.      | Bild                       |
| ---------------------- | -------------------------- | --- | -------------- | -------------------------- |
| Wurmstorf 1 (Standort) | Wohnhaus des Vierseithofes | Zweigeschossiger, teilweise verschalter und später erhöhter Blockbau mit vorschießendem Satteldach, Kniestock und Traufschrot, im Kern 1. Drittel 19. Jahrhundert | D-2-75-143-117 | Wohnhaus des Vierseithofes |

## Ehemalige Baudenkmäler
In diesem Abschnitt sind Objekte aufgeführt, die früher einmal in der Denkmalliste eingetragen waren, jetzt aber nicht mehr. Objekte, die in anderem Zusammenhang also z. B. als Teil eines Baudenkmals weiter eingetragen sind, sollen hier nicht aufgeführt werden. Aktennummern in diesem Abschnitt sind ehemalige, jetzt nicht mehr gültige Aktennummern.

| Lage                                          | Objekt                           | Beschreibung | Akten-Nr.      | Bild |
| --------------------------------------------- | -------------------------------- | --- | -------------- | ---- |
| Rotthalmünster Kößlarner Straße 5 (Standort)  | Wohnteil eines Kleinbauernhauses | Blockbau, 1. Hälfte 19. Jahrhundert, Dach später.                                                                                                 | D-2-75-143-17  | BW   |
| Rotthalmünster Marktplatz 13 (Standort)       | Wohnhaus                         | mit geschweiftem Vorschußgiebel, im Kern Ende 18. Jahrhundert                                                                                     | D-2-75-143-22  | BW   |
| Rotthalmünster Simbacher Straße 15 (Standort) | Schmiedeeiserner Ausleger        | Schmiedeeiserner Ausleger, um 1800. | D-2-75-143-39  | BW   |
| Asbach Hauptstraße 29, 31 (Standort)          | Flachsatteldachhaus              | Blockbau mit profilierten Kopfbügen, Ende 17. Jahrhundert, Schrot Mitte 19. Jahrhundert                                                           | D-2-75-143-51  | BW   |
| Frauenöd 1 (Standort)                         | Wohnhaus des Vierseithofes       | Blockbau, 1. Drittel 19. Jahrhundert | D-2-75-143-65  | BW   |
| Kühbach 2 (Standort)                          | Einfirsthof                      | mit Blockbau-Obergeschoss und Halbwalmdach, um 1840/50.                                                                                           | D-2-75-143-73  | BW   |
| Lageln 1 ()                                   | Bauernhaus                       | Mittertennbau, Blockbau, 1. Hälfte 19. Jahrhundert                                                                                                | D-2-75-143-76  |      |
| Reith 1 (Standort)                            | Wohnhaus des Vierseithofes       | mit Flachdach und Glattputzbändern, 2. Viertel 19. Jahrhundert; Ostflügel mit Hoftor und Traidkasten, gleichzeitig; Bundwerkstadel, gleichzeitig. | D-2-75-143-91  | BW   |
| Weihmörting Kirchenweg 5 (Standort)           | Einfirsthof                      | Blockbau mit Giebelschrot und flachem, verschaltem Vordach, 3. Viertel 18. Jahrhundert                                                            | D-2-75-143-111 | BW   |
| Weinberg 2 ()                                 | Kleinbauernhaus                  | mit Flachdach und Blockbau-Obergeschoss, zum Teil verschalt, 18. Jahrhundert                                                                      | D-2-75-143-114 |      |
| Wopping 13 (Standort)                         | Wohnhaus des Vierseithofes       | zum Teil verbretterter Blockbau mit Flachdach und Giebelschrot, angeblich 1733 erbaut.                                                            | D-2-75-143-116 | BW   |
| Wurmstorf 3 (Standort)                        | Hakenhof                         | Wohnteil, verschalter Blockbau, 1. Hälfte 19. Jahrhundert                                                                                         | D-2-75-143-118 | BW   |

## Abgegangene Baudenkmäler
In diesem Abschnitt sind Objekte aufgeführt, die früher einmal in der Denkmalliste eingetragen waren, jetzt aber nicht mehr existieren, z. B. weil sie abgebrochen wurden. Aktennummern in diesem Abschnitt sind ehemalige, jetzt nicht mehr gültige Aktennummern.

| Lage                                           | Objekt                     | Beschreibung | Akten-Nr.      | Bild |
| ---------------------------------------------- | -------------------------- | --- | -------------- | ---- |
| Rotthalmünster Griesbacher Straße (Standort)   | Ehemaliges Brauhaus        | langgestreckte, mehrfach gebrochene Zweiflügelanlage mit nachklassizistischer Blendbogengliederung, 2. Hälfte 19. Jahrhundert (Anmerkung: Das Objekt wurde abgebrochen, auf dem Areal befindet sich ein Verbrauchermarkt) | D-2-75-143-9   | BW   |
| Rotthalmünster Griesbacher Straße 4 (Standort) | Wohnhaus                   | dreigeschossig, mit Flachdach und Holzgalerie auf der Traufseite, Ende 18. Jahrhundert (Anmerkung: Objekt nicht mehr vorhanden, das Areal wurde mit Wohn- und Geschäftshaus überbaut)                                     | D-2-75-143-5   | BW   |
| Rotthalmünster Kirchplatz 6 (Standort)         | Bauinschrift               | bezeichnet 1817; an der Nordostecke. (Anmerkung: Objekt nicht mehr vorhanden, das Areal wurde mit Wohn- und Geschäftshaus überbaut. Die Bauinschrift wurde eventuell geborgen)                                            | D-2-75-143-14  | BW   |
| Weger 2 (Standort)                             | Wohnhaus des Vierseithofes | Wohnhaus des Vierseithofes, zum Teil Blockbau, 1. Drittel 19. Jahrhundert (Anmerkung: Objekt besteht nicht mehr, durch Neubau ersetzt, Ortseinsicht 22.06.2020)                                                           | D-2-75-143-103 | BW   |